# Allouis
Allouis è un comune francese di 949 abitanti situato nel dipartimento del Cher, nella regione del Centro-Valle della Loira.
Allouis è nota per ospitare nel suo territorio una stazione trasmittente in onde lunghe.

## Società

### Evoluzione demografica
Abitanti censiti